# Albin Manner
Pour les articles homonymes, voir Alpinus.
Alpinus Wilhelm Manner ou Albin Vilho Manner ou Alpinus (né le 4 avril 1888 à Jääski et mort le 8 juillet 1954 à Helsinki) est un homme politique finlandais,,. 

## Biographie
Albin Manner est député ML de la   Circonscription d'est de Viipuri du 1er novembre 1917 au 1er septembre 1927 et du 1er août 1929 au 31 août 1933.
Albin Manner est vice-ministre de la Défense du gouvernement Svinhufvud II (04.07.1930–10.07.1930) puis ministre de la Défense du gouvernement Svinhufvud II (10.07.1930–21.03.1931).